# Ghiacciaio Flask
Il ghiacciaio Flask (in inglese Flask Glacier) è un ghiacciaio lungo 42 km situato sulla costa di Oscar II, nella parte orientale della Terra di Graham, in Antartide. Il ghiacciaio, il cui punto più alto si trova 350 m s.l.m., fluisce verso est a partire dall'altopiano di Bruce e, scorrendo tra il picco Daggoo e il picco Spouter, arriva fino all'insenatura SCAR.

## Storia
Il ghiacciaio Flask è stato mappato dal British Antarctic Survey, che all'epoca si chiamava ancora Falkland Islands and Dependencies Survey, grazie a fotografie aeree scattate durante varie spedizioni della stessa agenzia svolte tra il 1947 e il 1957 ed è stato poi così battezzato dal Comitato britannico per i toponimi antartici in onore di Flask, il terzo ufficiale del Pequod nel romanzo Moby Dick o La balena, di Herman Melville.